# Uddeholm
Uddeholm – miejscowość (tätort) w Szwecji, w regionie administracyjnym (län) Värmland, w gminie Hagfors.
Według danych Szwedzkiego Urzędu Statystycznego liczba ludności wyniosła: 619 (31 grudnia 2015), 605 (31 grudnia 2018) i 613 (31 grudnia 2019).